# 高岡完治
高岡 完治（たかおか かんじ、1940年〈昭和15年〉1月19日 - 2008年〈平成20年〉12月30日）は日本の元人事官僚。日本学術会議事務局長、総理府次長、国立公文書館長などを務めた。

## 来歴
滋賀県出身。立命館大学法学部卒業。立命大法学部在学中に国家公務員上級甲種試験（法律）を受け、1962年 人事院事務総局入局。沖縄開発庁沖縄総合事務局総務部人事課長、総理府総務長官秘書官（事務担当）、総理府内閣総理大臣官房管理室参事官などを経て、1984年7月1日 総務庁青少年対策本部参事官。1986年7月 総務庁恩給局総務課長。1989年 総理府公害等調整委員会事務局次長。1990年7月 総理府公害等調整委員会事務局長。1991年6月 総理府内閣総理大臣官房審議官。1993年6月 日本学術会議事務局長。1995年1月10日 総理府次長。1996年7月5日 退官。1998年7月 国立公文書館長（〜2001年）。
2008年12月30日午前4時17分、脳挫傷のため東京都八王子市の自宅で死去。68歳没。